# Вкус на бисер
„Вкус на бисер“ е български игрален филм (драма) от 1984 година на режисьора Вили Цанков, по сценарий на Асен Георгиев. Оператор е Красимир Костов. Художник – Николай Сърчаджиев. Музиката във филма е композирана от Борис Карадимчев.

## Сюжет
В България пристига немска балетна трупа за участие в Международния балетен конкурс във Варна. Педагог на трупата е бившата примабалерина Ева, която иска чрез младата балерина Патриция Щайн да постигне неосъществените си мечти. Във Варна Патриция се запознава с българския композитор Найден Вълчев. Впечатлена от неговата музика и чар, младата балерина Щайн решава да танцува на Третия тур в конкурса по неговата композиция- „Вкус на бисер“. Патриция запознава Ева и Найден в един бар. Оказва се, примабалерината и композиторът вече се познават - някога са били влюбени, после се разделили. Патриция Щайн печели Първия и Втория тур на Конкурса и въпреки неодобрението на Ева, на Третия тур танцува с музиката на Найден Вълчев. Щайн не се класира, но не съжалява, защото е осъществила една своя мечта, която за Примата няма значение.

## Актьорски състав
| В главните роли                  | Изпълнител                                         |
| -------------------------------- | -------------------------------------------------- |
| Найден Вълков, композитор        | з. а. Венцислав Кисьов                             |
| Ева, примабалерина               | Ингеборг Роте                                      |
| Патриция Щайн, балерина          | Андрея Черницки                                    |
| директорът на театъра            | н. а. Георги Черкелов                              |
| Джери, барманът                  | Анани Явашев                                       |
| дъщерята на Найден               | Даниела Стоянова                                   |
| балетмайсторът                   | Йосиф Сърчаджиев                                   |
| балерина                         | Анамария Петрова                                   |
|                                  | Хелга Шиле                                         |
|                                  | Елке Парис                                         |
|                                  | Живка Пенева                                       |
|                                  | Димитър Пейчев                                     |
|                                  | Ангел Георгиев                                     |
| мъжът, събиращ монетите след Ева | Иван Петрошинов                                    |
| балетмайсторът                   | Лъчезар Стоянов                                    |
|                                  | Светозар Дилов                                     |
|                                  | Мария Чапанова                                     |
|                                  | Александър Благоев                                 |
|                                  | Димитър Бочев                                      |
| Борис Карадимчев                 | Борис Карадимчев                                   |
| хлебарят                         | Аспарух Сариев (не е посочен в надписите на филма) |